# Автопоїзд B-Zug
Автопоїзд B-Zug виготовлявся у ході Першої світової війни для Збройних сил Австро-Угорщини компанією Austro-Daimler на базі автопоїздів А-Zug (1912–1914).
У Збройних силах Австро-Угорщини першими у світі 1905 почали розробляти артилерійські тягачі на моторній тязі. На основі досліджень Фердинанд Порше розробив оригінальну конструкцію автопоїзда -- тягач не тягнув за собою навантажені причепи, а кожен з причепів пересувався самостійно за допомогою своїх привідних мотор-коліс.
Для транспортування 30,5-см облогових мортир М11 масою 24 т розробили повнопривідний тягач М12 Elektro-Train Daimler-Landwer з електричними фарами і двигуном потужністю 100 к.с. Після початку розробки нових важких облогових артилерійських систем 24-см М16, 38-см М.16, 42-см М14 виникла потреба у розробці автопоїзда для їхнього перевезення. Фердинанд Порше встановив на тягач гібридну силову установку з 6-циліндрового карбюраторного мотору потужністю 150 к.с., робочим об'ємом 20,32 см³ від якого працював генератор постійного струму (250 В) потужністю 93 кВт. Від генератора приводились два електромотори задніх коліс тягача та задні мотор-колеса чотирьох двовісних причепів, на яких перевозили розібрану на 4 частини гармату. Вантажопідйомність автопоїзда становила 25-30 т. З одним причепом досягалася швидкість 14 км/год із можливістю долати схил крутизною 26°, з двома причепами — 12 км/год, 23°.
Було збудовано 5 автопоїздів B-Zug з п'ятьма причепами вантажопідйомністю по 10 т з керованими передніми колесами. Система зчеплення дозволяла наступному причепу повторювати колію попереднього. Автопоїзди успішно використали на гірських серпантинних дорогах Боснії. Після 4-годинної процедури автопоїзд можна було використовувати на залізничній колії, причому тягач міг буксирувати до 10 вагонів, а його довжина сягала 80 метрів. Автопоїзд розвивав швидкість 16 км/год, на колії 27 км/год. Недоліком конструкції було працемістке обслуговування ходової частини, мотору.
У серпні 1914 завдяки автопоїздам B-Zug під час війни вдалось вчасно перекинути австрійські 30,5-мм мортири на допомогу німецьким військам при штурмі французької фортеці Льєж.